# Courtney Strait
Courtney Strait (7 luglio 1981) è un'ex sciatrice alpina statunitense.

## Biografia
Originaria di Clifton Park e attiva dal dicembre del 1996, la Strait esordì in Nor-Am Cup il 26 gennaio 1997 a Sugarloaf in supergigante (15ª) e in Coppa del Mondo il 19 novembre 1999 a Copper Mountain in slalom gigante, senza completare quella che sarebbe rimasta la sua unica gara nel massimo circuito internazionale. Conquistò il suo unico podio in Nor-Am Cup il 17 dicembre dello stesso anno a Mont-Tremblant nella medesima specialità (3ª), alla sua ultima gara nel circuito continentale nordamericano; si ritirò durante la stagione 2003-2004 e la sua ultima gara fu uno slalom speciale universitario disputato il 13 febbraio a Dartmouth. Non prese parte a rassegne olimpiche o iridate.

## Palmarès

### Nor-Am Cup
- Miglior piazzamento in classifica generale: 29ª nel 2000
- 1 podio:
  - 1 terzo posto